# Уфимское наместничество
Уфи́мское наместничество — историческая административно-территориальная единица Уфимского и Симбирского генерал-губернаторства Российской империи с 23 декабря 1781 по 12 декабря 1796. Губернский город — Уфа.

## История
23 декабря 1781 (3 января 1782) Указом императрицы Екатерины II Оренбургская губерния преобразована в Уфимское наместничество. Официально открылось в 1782. 
В 1782–1796 наместничество подразделялось на Оренбургскую и Уфимскую области.
Реорганизовано в 1796 году императором Павлом I в Оренбургскую губернию. Город Уфа стал уездным.

## География
Уфимская область в составе наместничества в 1782–1796 делилась на восемь уездов: Белебеевский, Бирский, Бугурусланский, Мензелинский, Стерлитамакский, Троицкий, Уфимский и Челябинский; в 1784 образован Троицкий уезд, из прилегавших к Троицкой крепости селений Верхнеуральского, Челябинского и других уездов. 
Оренбургская область в 1782–1796 делилась на четыре уезда: Бузулукский, Верхнеуральский, Оренбургский и Сергиевский; с 1784 — на три, когда был упразднен Сергиевский уезд.
Ныне территории наместничества включены в состав Башкортостана, Оренбургской и Челябинской областей.

## Руководители наместничества

#### Наместники
- 1782—1783 — Квашнин-Самарин, Пётр Фёдорович
- 1785—1794 — Пеутлинг, Александр Александрович
- 1795—1796 — князь Баратаев, Иван Михайлович[5]